# Josep Joli i Blanch
Josep Joli i Blanch (Castelló d'Empúries, 10 de juliol de 1931 - Figueres, 28 de novembre del 2019) va ser un músic, instrumentista de contrabaix i violí, i compositor de sardanes.
Formava part de la família de músics castellonencs Banch i Reynalt. Va iniciar els estudis musicals amb el seu oncle Josep Blanch i Reynalt, violí amb Enric Sans i contrabaix amb Josep Cervera i posteriorment amb el mestre J. Rodríguez, cap dels contrabaixos de l'Orquestra Simfònica de Barcelona.
Formà part de les següents formacions musicals: Antiga Pep, de Figueres (1948-1952); Els Verds, de Mataró (1952-1955); Costa Brava, de Palafrugell (cofundador, 1956-1966); Mauné i els seus Dinàmics (cofundador, 1966-1976); Combo Gili, de Perpinyà (1974); Ciutat de Girona (fundador, 1975-1979); Orquestra de Cambra de Girona dirigida per Lluís Albert i membre fundador de la nova Cobla Cadaqués. Va ser integrant dels grups d'havaneres Roses canta, Les veus de Besalú i Pescadors de l'Escala.
L'any 1980 patí un greu accident que li deixà importants seqüeles físiques. Després de l'accident es va dedicar a la docència a l'Escola Municipal de Música de Castelló d'Empúries (de la què en va ser director) durant 17 anys, i de la qual van sortir alumnes de contrabaix molt destacats. Fou també director de la Coral de Peralada. Els darrers anys de la seva vida el passà a Vilarnadal.
El 18 de desembre de 2016, a lAplec de la Sardana de Calella de la Costa, va tenir lloc l'estrena de la darrera sardana composta pel biografiat, Agraïment, dedicada a Quim Ruscalleda, propietari del Càmping Botànic Bonavista de Calella. Com a membre fundador del grup de Florenci Mauné, participà en l'actuació i homenatge a "Mauné i els seus Dinàmics" (Figueres, 2016).